# تعليم العربية لغير الناطقين بها
تعليم اللغة العربية لغير الناطقين بها هو حقل تربوي ولغوي يختص بتدريس العربية للأشخاص الذين لا يتحدثون بها لغةً أم، سواء كانوا من غير العرب أو من أصول عربية نشأوا في بيئة غير ناطقة بالعربية. يهتم هذا المجال بتعليم مهارات اللغة الأربع (الاستماع، التحدث، القراءة، والكتابة)، مع مراعاة الفروق الثقافية واللغوية بين المتعلمين. ويُعد من المجالات التي تشهد نموًا عالميًا نظرًا للأهمية الثقافية والدينية والاقتصادية للعربية.

## النشأة والتطور
بدأ تعليم العربية لغير الناطقين بها منذ العصور الإسلامية الأولى، حيث ارتبط بنشر الإسلام وتعليم القرآن الكريم. ومع ازدياد أعداد الداخلين في الإسلام من غير العرب، ظهرت الحاجة إلى تعليم اللغة لفهم النصوص الدينية. أما التأسيس الأكاديمي المنهجي لهذا المجال فبدأ في القرن العشرين، مع إنشاء معاهد وجامعات متخصصة، مثل معهد تعليم اللغة العربية لغير الناطقين بها في جامعة الإمام محمد بن سعود الإسلامية (1961)، ومعهد اللغة العربية في جامعة أم القرى.

## الأهداف
تتنوع أهداف تعليم العربية للناطقين بغيرها بحسب دوافع المتعلمين، وتشمل:
- الأغراض الدينية، خاصة لفهم القرآن الكريم والسنة النبوية.
- الأغراض الأكاديمية، مثل الدراسة في الجامعات العربية.
- الأغراض المهنية، كالتواصل في البيئات الاقتصادية أو الدبلوماسية.
- الأغراض الثقافية والسياحية.

وتختلف الاستراتيجيات التعليمية باختلاف هذه الأهداف.

## المناهج وطرق التدريس
تُعتمد في هذا المجال عدة مناهج تربوية، منها:
- المنهج التواصلي الذي يركّز على استخدام اللغة في مواقف الحياة اليومية.
- المنهج البنيوي الذي يقدّم اللغة من خلال تراكيب نحوية متدرجة.
- المنهج القائم على المهام، والذي يدمج اللغة ضمن سياقات عملية واقعية.

ويُستخدم أيضًا التعلم المدمج والتقنيات الحديثة كمنصات التعليم الإلكتروني، والتطبيقات التفاعلية مثل Duolingo وMango Languages.

## التحديات
يعاني هذا المجال من عدد من التحديات، منها:
- تنوع الخلفيات اللغوية والثقافية للمتعلمين.
- صعوبة تعلم بعض الجوانب الصرفية والنحوية في اللغة العربية.
- قلة المعلمين المؤهلين تأهيلاً خاصًا في هذا المجال.
- نقص المواد التعليمية المصممة وفق معايير عالمية.

وقد دعت العديد من الدراسات إلى تطوير برامج إعداد المعلمين والاهتمام بالقياس والتقويم في هذا التخصص.

## المؤسسات والبرامج
من أبرز المؤسسات التي تقدم برامج تعليم اللغة العربية للناطقين بغيرها:
- الجامعة الإسلامية بالمدينة المنورة.
- جامعة الأزهر، مصر. [6]
- جامعة أم القرى، السعودية.
- مؤسسة كلمن للخدمات التعليمية [7] [8]
- الجامعة الأردنية.
- مركز قطر لتعليم اللغة العربية للناطقين بغيرها.
- معهد الدراسات الشرقية والأفريقية (SOAS)، لندن.

كما تقدم العديد من الجامعات في الولايات المتحدة وأوروبا برامج متقدمة في هذا المجال.

## البحث العلمي
شهد مجال تعليم العربية لغير الناطقين بها تطورًا في الإنتاج العلمي، مع ظهور مؤتمرات متخصصة ومجلات علمية مثل:
- المجلة الدولية لتعليم اللغة العربية للناطقين بغيرها.
- مجلة تعليم العربية لغة ثانية.
- مجلة تعليم العربية في العصر الرقمي.

وتركّز الأبحاث على موضوعات مثل تحليل الأخطاء اللغوية، تطوير المناهج، تقويم الكفاءة اللغوية، والتكامل بين اللغة والثقافة.

## روابط خارجية
- مركز قطر لتعليم العربية للناطقين بغيرها